# Lusitânia (revista)
Lusitânia :  revista de estudos portugueses, publicou-se em Lisboa entre 1924 e 1927, não totalizando mais de 10 números, o que leva a adivinhar uma periodicidade inconstante. Claramente dirigida a uma “elite pensante e inconformada com o estado da nação”, agrega na sua redação seguidores e intervenientes da Seara Nova, com fieis integralistas, que “prometem”, em convívio pacífico, manifestar-se de forma isenta. Assim, assumindo-se essencialmente como unidade difusora de cultura, apresenta como conteudos fundamentais: estudos de natureza intemporal e atualidades no campo das artes, música, leituras etc., ostentando o propósito maior de servir a pátria e reconstrui-la. Incondicionalmente ligado à "Lusitânia" está o nome de Carolina Michaellis de Vasconcelos, sua diretora, e um conjunto de notáveis da época entre os quais se destaca António Sardinha, Afonso Lopes Vieira, Agostinho de Campos, António Sérgio, Carlos Malheiro Dias, Faria de Vasconcelos, José Leite de Vasconcelos, Luciano Pereira da Silva, Mário de Azevedo Gomes, José de Figueiredo, Reinaldo dos Santos, Ricardo Jorge, Viana da Mota e Câmara Reis.